# Find Me in Your Memory
Find Me in Your Memory (en coréen : 그 남자의 기억법 en français : Trouve moi dans ta mémoire) est une série télévisée sud-coréenne diffusée à partir du 18 mars 2020 à 20:55 (KST) avec Kim Dong-wook et Moon Ga-young.

## Synopsis
Une histoire d'amour entre un homme qui se souvient de chaque seconde de sa vie et une femme qui a oublié son passé douloureux.
Lee Jung-Hoon travaille en tant que présentateur à une chaîne télévisée. Il souffre d'hypermnésie, une maladie qui lui permet de se rappeler chaque moment de sa vie. Yeo Ha-Jin est une actrice très populaire. Elle a oublié son passé et vit donc avec insouciance.

## Distribution

### Acteurs principaux
- Kim Dong-wook : Lee Jung-hoon
- Moon Ga-young : Yeo Ha-jin

### Acteurs secondaires

#### Entourage de Jung-hoon
- Lee Jin-hyuk : Cho Il-kwon
- Cha Kwang-soo : Lee Dong-young
- Gil Hae-yeon : Seo Mi-hyun
- Lee Joo-bin : Jung Seo-yeon
- Yoon Jong-hoon : Yoo Tae-eun[1]

#### Entourage de Ha-jin
- Kim Seul-gi : Yeo Ha-kyung[2]
- Lee Soo-mi : Park Kyung-ae
- Shin Joo-hyup : Moon Cheol

#### Entourage de Tae-eun
- Kim Chang-wan : Yoo Sung-hyuk
- Jang Yi-jung : Yoo Ji-won
- Yoo Ji-soo : Jin So-young

## Production
La première lecture du script a eu lieu le 12 février 2020.
| Ep.     | Date de diffusion originale | Part d'audience moyenne | Part d'audience moyenne |
| Ep.     | Date de diffusion originale | AGB Nielsen             | TNmS                    |
| Ep.     | Date de diffusion originale | À l'échelle nationale   | À l'échelle nationale   |
| ------- | --------------------------- | ----------------------- | ----------------------- |
| 1       | 18 mars 2020                | 3.0%                    | 3,6%                    |
| 2       | 18 mars 2020                | 4,5%                    | 4.4%                    |
| 3       | 19 mars 2020                | 3,5%                    | 2.8%                    |
| 4       | 19 mars 2020                | 3,4%                    | 3,1%                    |
| 5       | 25 mars 2020                | 3,2%                    | 2,9%                    |
| 6       | 25 mars 2020                | 4,3%                    | 3,7%                    |
| 7       | 26 mars 2020                | 3,3%                    | 2,9%                    |
| 8       | 26 mars 2020                | 3,5%                    | 3,2%                    |
| 9       | 1er avril 2020              |                         |                         |
| 10      | 1er avril 2020              | 4,5%                    |                         |
| 11      | 2 avril 2020                | 3,2%                    |                         |
| 12      | 2 avril 2020                | 4,0%                    |                         |
| 13      | 8 avril 2020                | 4,0%                    |                         |
| 14      | 8 avril 2020                | 5.4%                    |                         |
| 15      | 9 avril 2020                | 3,3%                    |                         |
| 16      | 9 avril 2020                | 3,9%                    |                         |
| 17      | 15 avril 2020               |                         |                         |
| 18      | 15 avril 2020               |                         |                         |
| 19      | 16 avril 2020               |                         |                         |
| 20      | 16 avril 2020               |                         |                         |
| 21      | 22 avril 2020               |                         |                         |
| 22      | 22 avril 2020               |                         |                         |
| 23      | 23 avril 2020               |                         |                         |
| 24      | 23 avril 2020               |                         |                         |
| 25      | 29 avril 2020               |                         |                         |
| 26      | 29 avril 2020               |                         |                         |
| 27      | 30 avril 2020               |                         |                         |
| 28      | 30 avril 2020               |                         |                         |
| 29      | 6 mai 2020                  |                         |                         |
| 30      | 6 mai 2020                  |                         |                         |
| 31      | 7 mai 2020                  |                         |                         |
| 32      | 7 mai 2020                  |                         |                         |
| Moyenne | Moyenne                     | %                       | %                       |